# Pedrão
Pedrão es un municipio brasileño del estado de Bahía. Su población estimada en 2004 era de 6.739 habitantes.

## Historia
La ciudad es conocida por los vaqueros que fueron a luchar por la independencia de Brasil en Bahía, llamados "Encourados de Pedrão", en 1822 hasta 1823.